# Tapura wurdackiana
Tapura wurdackiana är en tvåhjärtbladig växtart som beskrevs av G.T. Prance. Tapura wurdackiana ingår i släktet Tapura och familjen Dichapetalaceae. Inga underarter finns listade i Catalogue of Life.